# Тязев
Тязев (укр. Тязів) — село в Ямницкой сельской общине Ивано-Франковского района Ивано-Франковской области Украины.
Население по переписи 2001 года составляло 1234 человека. Занимает площадь 17,62 км². Почтовый индекс — 77415. Телефонный код — 03436.

## История
Первое письменное упоминание относится к XIII веку, поэтому датой основания села считается 1222 год. 22 сентября жители села ежегодно празднуют годовщину со дня основания старейшего населённого пункта на территории Ямницкого сельсовета (входит в Тысменицкий район).

## Достопримечательности
В селе находится одноэтажная деревянная церковь имени архангела Михаила, возведённая в 1854 году. Во время Первой мировой войны церковь была уничтожена и на её месте позднее возвели новое деревянное здание.